# Belgische kampioenschappen atletiek 2025
In 2025 werden de Belgische kampioenschappen atletiek Alle Categorieën op zaterdag 2 en zondag 3 augustus gehouden in het Koning Boudewijnstadion in Brussel.
De 10.000 m voor mannen en vrouwen vonden op maandag 9 juni plaats in Duffel.

## Uitslagen

### 100 m
| rang   | atleet               | prest. (+0,1 m/s) |
| ------ | -------------------- | ----------------- |
| Goud   | Emiel Botterman      | 10,28 s           |
| Zilver | Simon Verherstraeten | 10,31 s           |
| Brons  | Amine Kasmi          | 10,35 s           |

| rang   | atlete          | prest. (+1,6 m/s) |
| ------ | --------------- | ----------------- |
| Goud   | Rani Rosius     | 11,27 s           |
| Zilver | Rani Vincke     | 11,28 s           |
| Brons  | Delphine Nkansa | 11,32 s           |

### 200 m
| rang   | atleet               | prest. (+0,4 m/s) |
| ------ | -------------------- | ----------------- |
| Goud   | Simon Verherstraeten | 20,68 s           |
| Zilver | Amine Kasmi          | 20,69 s           |
| Brons  | Antoine Snyders      | 20,81 s           |

| rang   | atlete          | prest. (+1,1 m/s) |
| ------ | --------------- | ----------------- |
| Goud   | Imke Vervaet    | 22,63 s           |
| Zilver | Delphine Nkansa | 22,88 s           |
| Brons  | Anne Zagré      | 23,25 s           |

### 400 m
| rang   | atleet          | prestatie |
| ------ | --------------- | --------- |
| Goud   | Dylan Borlée    | 45,15 s   |
| Zilver | Daniel Segers   | 45,51 s   |
| Brons  | Jonathan Sacoor | 46,03 s   |

| rang   | atlete               | prestatie |
| ------ | -------------------- | --------- |
| Goud   | Naomi Van den Broeck | 51,45 s   |
| Zilver | Helena Ponette       | 52,21 s   |
| Brons  | Messalina Pieroni    | 53,49 s   |

### 800 m
| rang   | atleet          | prestatie |
| ------ | --------------- | --------- |
| Goud   | Eliott Crestan  | 1.46,73   |
| Zilver | Tibo De Smet    | 1.47,12   |
| Brons  | Ruben Verheyden | 1.47,21   |

| rang   | atlete        | prestatie |
| ------ | ------------- | --------- |
| Goud   | Camille Laus  | 1.59,96   |
| Zilver | Nel Vanopstal | 2.02,36   |
| Brons  | Laure Bilo    | 2.04,05   |

### 1500 m
| rang   | atleet               | prestatie |
| ------ | -------------------- | --------- |
| Goud   | Pieter Sisk          | 3.52,05   |
| Zilver | Sébastien Fauconnier | 3.54,28   |
| Brons  | Lennert Dewulf       | 3.54,69   |

| rang   | atlete            | prestatie |
| ------ | ----------------- | --------- |
| Goud   | Mariska Parewyck  | 4.11,86   |
| Zilver | Juliette Secretin | 4.19,74   |
| Brons  | Camille Muls      | 4.19,78   |

### 5000 m
| rang   | atleet            | prestatie |
| ------ | ----------------- | --------- |
| Goud   | Guillaume Grimard | 14.00,13  |
| Zilver | Kobe Hermans      | 14.11,79  |
| Brons  | Robbe Camphens    | 14.12,01  |

| rang   | atlete           | prestatie |
| ------ | ---------------- | --------- |
| Goud   | Elise Vanderelst | 15.07,38  |
| Zilver | Jana Van Lent    | 15.13,07  |
| Brons  | Lisa Rooms       | 15.28,01  |

ss

### 10.000 m[1]
| rang   | atleet            | prestatie |
| ------ | ----------------- | --------- |
| Goud   | Simon Debognies   | 28.50,12  |
| Zilver | Arnaud Collard    | 29.11,88  |
| Brons  | Guillaume Grimard | 29.12,22  |

| rang   | atlete             | prestatie |
| ------ | ------------------ | --------- |
| Goud   | Jana Van Lent      | 31.14,22  |
| Zilver | Chloé Herbiet      | 32.23,06  |
| Brons  | Charlotte Van Hese | 33.45,46  |

### 110 m horden/100 m horden
| rang   | atleet            | prestatie (-1,1 m/s) |
| ------ | ----------------- | -------------------- |
| Goud   | Elie Bacari       | 13,30 s              |
| Zilver | Zeno Van Neygen   | 13,43 s              |
| Brons  | Jente Hauttekeete | 13,79 s              |

| rang   | atlete              | prestatie (-1,8 m/s) |
| ------ | ------------------- | -------------------- |
| Goud   | Yanla Ndjip-Nyemeck | 13,30 s              |
| Zilver | Noor Koekelkoren    | 13,42 s              |
| Brons  | Amber Vanden Bosch  | 13,53 s              |

### 400 m horden
| rang   | atleet              | prestatie |
| ------ | ------------------- | --------- |
| Goud   | Mimoun Abdoul Wahab | 49,75 s   |
| Zilver | Tuur Bras           | 50,23 s   |
| Brons  | Maxime Debacker     | 51,56 s   |

| rang   | atlete           | prestatie |
| ------ | ---------------- | --------- |
| Goud   | Paulien Couckuyt | 54,45 s   |
| Zilver | Ilana Hanssens   | 56,73 s   |
| Brons  | Kylie Lambert    | 57,73 s   |

### 3000 m steeple
| rang   | atleet           | prestatie |
| ------ | ---------------- | --------- |
| Goud   | Tim Van de Velde | 8.28,23   |
| Zilver | Remi Schyns      | 8.34,94   |
| Brons  | Clément Labar    | 8.49,18   |

| rang   | atlete               | prestatie |
| ------ | -------------------- | --------- |
| Goud   | Eline Dalemans       | 9.42,65   |
| Zilver | Julie Van De Walle   | 10.36,82  |
| Brons  | Jolien Van Hoorebeke | 10.45,43  |

### Verspringen
| rang   | atleet            | prestatie         |
| ------ | ----------------- | ----------------- |
| Goud   | Yanni Sampson     | 7,58 m (+0,0 m/s) |
| Zilver | Dai Keita         | 7,24m (+0,0 m/s)  |
| Brons  | Jente Vandersteen | 7,13 m (-0,7 m/s) |

| rang   | atlete           | prestatie         |
| ------ | ---------------- | ----------------- |
| Goud   | Nafissatou Thiam | 6,48 m (+0,0 m/s) |
| Zilver | Hanne Maudens    | 6,19 m (+0,2 m/s) |
| Brons  | Maité Beernaert  | 6,12 m (+0,5 m/s) |

### Hink-stap-springen
| rang   | atleet          | prestatie          |
| ------ | --------------- | ------------------ |
| Goud   | Lucca Goossens  | 15,29 m (+1,6 m/s) |
| Zilver | David Boda      | 15,04 m (-0,3 m/s) |
| Brons  | Björn De Decker | 14,79 m (+2,2 m/s) |

| rang   | atlete         | prestatie          |
| ------ | -------------- | ------------------ |
| Goud   | Saliyya Guisse | 13,89 m (+0,2 m/s) |
| Zilver | Ilona Masson   | 13,60 m (-0,3 m/s) |
| Brons  | Silke Daems    | 12,07 m (+1,3 m/s) |

### Hoogspringen
| rang   | atleet        | prestatie |
| ------ | ------------- | --------- |
| Goud   | Stan Geenens  | 2,11 m    |
| Zilver | Bram Ghuys    | 2,04 m    |
| Zilver | Thomas Carmoy | 2,04 m    |

| rang   | atlete         | prestatie |
| ------ | -------------- | --------- |
| Goud   | Merel Maes     | 1,97 m    |
| Zilver | Yorunn Ligneel | 1,74 m    |
| Brons  | Svea Van Laere | 1,74 m    |

### Polsstokhoogspringen
| rang   | atleet       | prestatie |
| ------ | ------------ | --------- |
| Goud   | Ben Broeders | 5,65 m    |
| Zilver | Jaan Bal     | 5,40 m    |
| Brons  | Robin Bodart | 5,20 m    |

| rang   | atlete           | prestatie |
| ------ | ---------------- | --------- |
| Goud   | Elien Vekemans   | 4,55 m    |
| Zilver | Kyani Joosten    | 3,90 m    |
| Zilver | Fleur Hooyberghs | 3,90 m    |

### Kogelstoten
| rang   | atleet               | prestatie |
| ------ | -------------------- | --------- |
| Goud   | Andreas De Lathauwer | 18,23 m   |
| Zilver | Kwinten Cools        | 17,75 m   |
| Brons  | Cedric Broeckaert    | 17,05 m   |

| rang   | atlete          | prestatie |
| ------ | --------------- | --------- |
| Goud   | Nafy Thiam      | 15,69 m   |
| Zilver | Lenne Jacobien  | 14,28 m   |
| Brons  | Manon Beernaert | 13,57 m   |

### Discuswerpen
| rang   | atleet         | prestatie |
| ------ | -------------- | --------- |
| Goud   | Philip Milanov | 59,48 m   |
| Zilver | Kwinten Cools  | 54,75 m   |
| Brons  | Lars Coene     | 54,55 m   |

| rang   | atlete             | prestatie |
| ------ | ------------------ | --------- |
| Goud   | Babette Vandeput   | 54,59 m   |
| Zilver | Anouska Hellebuyck | 50,54 m   |
| Brons  | Jihane Mrabet      | 48,85 m   |

### Speerwerpen
| rang   | atleet           | prestatie |
| ------ | ---------------- | --------- |
| Goud   | Timothy Herman   | 76,36 m   |
| Zilver | Cedric Sorgeloos | 74,16 m   |
| Brons  | Ides Verhulst    | 69,45 m   |

| rang   | atlete        | prestatie |
| ------ | ------------- | --------- |
| Goud   | Pauline Smal  | 50,48 m   |
| Zilver | Kirsten Umans | 45,28 m   |
| Brons  | Lotte Smets   | 43,95 m   |

### Hamerslingeren
| rang   | atleet        | prestatie |
| ------ | ------------- | --------- |
| Goud   | Devlin Neyens | 64,21 m   |
| Zilver | Kobe Gieghase | 59,52 m   |
| Brons  | Davy Nulens   | 54,92 m   |

| rang   | atlete          | prestatie |
| ------ | --------------- | --------- |
| Goud   | Manon Beernaert | 55,41 m   |
| Zilver | Lotte Declerck  | 48,29 m   |
| Brons  | Sam Ruts        | 48,02 m   |

1889 · 
1890 · 
1891 · 
1892 · 
1893 · 
1894 · 
1895 · 
1896 · 
1897 · 
1898 · 
1899 · 
1900 · 
1901 · 
1902 · 
1903 · 
1904 · 
1905 · 
1906 ·
1907 ·
1908 · 
1909 · 
1910 · 
1911 · 
1912 · 
1913 · 
1914 · 
1919 · 
1920 · 
1921 · 
1922 · 
1923 · 
1924 · 
1925 · 
1926 · 
1927 · 
1928 · 
1929 · 
1930 · 
1931 · 
1932 · 
1933 · 
1934 · 
1935 · 
1936 · 
1937 · 
1938 · 
1939 · 
1940 · 
1941 · 
1942 · 
1943 · 
1944 · 
1945 · 
1946 · 
1947 · 
1948 · 
1949 · 
1950 · 
1951 · 
1952 · 
1953 · 
1954 · 
1955 · 
1956 · 
1957 · 
1958 · 
1959 · 
1960 · 
1961 · 
1962 · 
1963 · 
1964 · 
1965 · 
1966 · 
1967 · 
1968 · 
1969 · 
1970 · 
1971 · 
1972 · 
1973 · 
1974 · 
1975 · 
1976 · 
1977 · 
1978 · 
1979 · 
1980 · 
1981 · 
1982 · 
1983 · 
1984 · 
1985 · 
1986 · 
1987 · 
1988 · 
1989 · 
1990 · 
1991 · 
1992 · 
1993 · 
1994 ·
1995 · 
1996 · 
1997 · 
1998 · 
1999 · 
2000 · 
2001 · 
2002 · 
2003 · 
2004 · 
2005 · 
2006 · 
2007 · 
2008 · 
2009 · 
2010 · 
2011 · 
2012 · 
2013 · 
2014 · 
2015 · 
2016 · 
2017 · 
2018 · 
2019 · 
2020 · 
2021 · 
2022 · 
2023 · 
2024 · 
2025